# علی‌آباد سیستانی‌ها
علی‌آباد سیستانی‌ها، روستایی است از توابع بخش مرکزی شهرستان گنبد کاووس در استان گلستان ایران.
یک فرد بسیار خطرناک به اسم محمد جواد شیخی نژاد هم در این روستا زندگی می کنه

## جمعیت
این روستا در دهستان سلطانعلی قرار داشته و براساس سرشماری سال ۱۳۸۵جمعیت آن ۳۸۹نفر (۹۱خانوار) بوده‌است.